# Reversi (computerspel)
Reversi is een computerspel uit 1985 dat is ontwikkeld door Microsoft, gebaseerd op het gelijknamige bordspel Reversi. Reversi is het eerste spel dat werd toegevoegd aan het Windows-besturingssysteem, en was bedoeld om gebruikers te leren hoe met een computermuis te werken. Het spel staat bekend om zijn sterke kunstmatige intelligentie.

## Geschiedenis
Pre-WindowsDe eerste bètaversie van Reversi was in 1984.
Windows 1.0Dit was de eerste officiële versie van Reversi, samen uitgebracht met Windows 1.0 in 1985.
Windows 1.1In deze versie is de Reversi uitgebracht dat nu ook bekend is, dit was in 1985.
Windows 2.x & 3.xIn deze versies is Reversi geüpdatet om het te laten werken met de hardware van toen, dit was tussen 1987 en 1993. Vanaf Windows 3.0 is er ook een hulpsysteem aanwezig.
Windows 95Vanaf Windows 95 (1995) is Reversi niet langer een standaard onderdeel van Windows.

## Gameplay
In Reversi speelt men tegen de computer om elk vak van 8 bij 8 tegels in zijn eigen kleur te krijgen. Er zijn vier moeilijkheidsgraden. 